# Anglo-sowjetische Invasion Irans
Die anglo-sowjetische Invasion Irans durch britische und sowjetische Streitkräfte im Zweiten Weltkrieg dauerte vom 25. August 1941 bis zum 17. September 1941. Sie lief unter den Decknamen Operation Countenance, deutsch ‚Operation Gemütsruhe‘, beziehungsweise russisch Операция Согласие Operazija Soglasie, deutsch ‚Einwilligung‘. Ziel der Invasion war die Sicherung der iranischen Ölfelder und die Einrichtung einer Nachschublinie (siehe Persischer Korridor) für die Sowjetunion, die sich seit dem 22. Juni 1941 mit dem Deutschen Reich im Krieg befand.

## Vorgeschichte

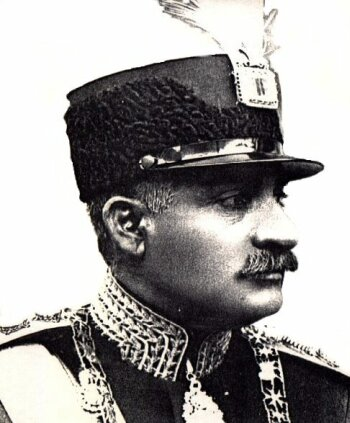
Reza Schah Pahlavi

### Britische Position im Mittleren Osten
Ein wichtiges Ziel der britischen Regierung, auch vor dem Hintergrund der deutschen und italienischen Präsenz in Nordafrika (Afrikafeldzug, 1940–1943), war es, eine Einflussnahme der Achsenmächte auf die neutralen Staaten des Nahen und Mittleren Ostens zu verhindern, zumal viele dieser Staaten bzw. signifikante Bevölkerungsanteile in den britischen und französischen Kolonien in der Region Sympathien für den Kriegseinsatz der Achsenmächte hegten. Nachdem die Briten bereits im Britisch-Irakischen Krieg (Mai 1941) gegen die Machtergreifung einer anti-britischen und deutschlandfreundlichen Gruppe von Putschisten (Militärputsch im Irak 1941) interveniert hatten und danach die Mandatsgebiete Syrien und Libanon der Kontrolle der Vichy-Franzosen entrissen hatten (Syrisch-Libanesischer Feldzug, Juni 1941), war Iran der letzte Staat von signifikanter Macht, dem von den Briten der Verdacht entgegengebracht wurde, Sympathien für NS-Deutschland zu hegen.
Besonders prekär wurde die Frage der iranischen Loyalität vor dem Hintergrund des Deutsch-Sowjetischen Krieges (ab Juni 1941), da die Briten so viele Nachschubrouten wie möglich in die Sowjetunion öffnen wollten. Eine dieser Nachschubrouten führte vom Persischen Golf nordwärts durch Iran zur sowjetischen Südgrenze.

### Sowjetische Angriffsvorbereitungen
Nach dem Abschluss des Hitler-Stalin-Pakts begann die Sowjetunion seit Herbst 1939 mit Vorbereitungen für die politische oder militärische Einflussnahme in Iran. Zunächst wurden militärische, politische, ökonomische und strategische Informationen über die iranische Provinz Aserbaidschan gesammelt. 1940 erstellte die Abteilung Nr. 5 der Roten Armee eine detaillierte militärgeographische Karte Aserbaidschans mit genauen Geländeangaben für den militärischen Einsatz. Ferner wurden Informationen über die iranische Armee, kommandierende Offiziere, Truppenstärke, Kampfkraft und Stationierungen gesammelt. Von Mai bis Juni 1941 wurde die Gruppe „Aziz Aliyev“ formiert, die mehr als 3.800 Personen umfasste. Die Gruppe, bestehend aus kommunistischen Parteifunktionären, Sicherheitsoffizieren, Milizionären, Logistikoffizieren, Militärrichtern, Journalisten und Druckern sowie Eisenbahnern und Geologen, sollte in Iran eingeschleust werden. Von Juni bis Juli 1941 wurde die 47. Armee an die iranische Grenze verlegt. Die Planungen eines Angriffs auf Iran waren spätestens am 5. August 1941 vollendet, die konkreten Vorbereitungen waren zum 23. August 1941 mit Bildung der Transkaukasusfront abgeschlossen.

### Britische Angriffsvorbereitungen
Der britische Generalstab begann bereits am 11. Juni 1941, also noch vor dem deutschen Angriff auf die Sowjetunion, mit der Planung eines Angriffs auf Iran.

### Die britischen und sowjetischen Forderungen
Nach dem deutschen Angriff auf die Sowjetunion (Unternehmen Barbarossa) im Juni 1941 veränderte sich die Beziehung zwischen Großbritannien und der Sowjetunion. Iran erklärte seine Neutralität, Reza Schah Pahlavi und sein Land hatten Sympathie für die Deutschen. Die Briten wollten die Möglichkeit ausschließen, dass die Abadan-Raffinerie, die sich im Besitz der Anglo-Iranian Oil Company (AIOC) befand, in deutsche Hände fallen könnte. Die Raffinerie hatte 1940 acht Millionen Tonnen Öl verarbeitet und hatte damit aus alliierter Sicht eine entscheidende Bedeutung für den Ausgang des Krieges. Die UdSSR betrachtete Iran als Einflusszone, zudem hatte Iran eine große strategische Bedeutung. Die deutsche Wehrmacht hatte in den ersten Wochen des Deutsch-Sowjetischen Krieges große Geländegewinne erzielt, und es gab für die Alliierten nur sehr wenige Möglichkeiten, die im Rahmen des US-amerikanischen Leih- und Pachtgesetzes zugesagten und kriegswichtigen Güter in die UdSSR zu transportieren.
Die zunehmenden Angriffe deutscher U-Boote, Eisberge und eine dichte Eisdecke an der Küste machten es schwer möglich, Nordmeergeleitzüge nach Archangelsk (am Weißen Meer) zu senden. Die Transiranische Eisenbahn erschien da als eine bessere Möglichkeit, Nachschub über den Persischen Golf zu den sowjetischen Linien zu transportieren. Großbritannien und die Sowjetunion setzten Iran und den Schah unter Druck, doch das steigerte die Spannungen zwischen den Ländern. In Teheran gab es pro-deutsche Demonstrationen. Am 16. August 1941 übergaben der britische und der sowjetische Botschafter der iranischen Regierung ein Ultimatum, in dem sie die Ausweisung der in Iran in zahlreichen Industrieprojekten tätigen weniger als 500 Deutschen verlangten. Die iranische Regierung lehnte dies ab, zumal mehr als 3000 britische Staatsbürger im Süden Irans in der Ölförderung und -verarbeitung tätig waren.
Daraufhin beschlossen Großbritannien und die Sowjetunion, Iran am 25. August 1941 ohne Kriegserklärung anzugreifen und zu besetzen.

### Verteidigungsvorbereitungen der iranischen Armee
Um einen möglichen sowjetischen Angriff abzuwehren, hatte Reza Schah seine Generäle beauftragt, einen Abwehrplan zu entwickeln. General Hassan Arfa hielt es für unmöglich, einem sowjetischen Angriff standzuhalten. Er entwickelte einen Plan, in dem leichte Kräfte alle Wege aus dem Norden in den Bergen unpassierbar machen sollten, um den sowjetischen Vormarsch zu verlangsamen oder in den Bergen aufzuhalten. General Haj Ali Razmara wollte den gesamten Norden Irans bereits in der Grenzregion verteidigen und die sowjetischen Truppen an der Grenze stellen. Reza Schah billigte den Plan Razmaras, der von der Mehrheit der Generäle unterstützt wurde.

## Invasion

### Ablauf
Am Abend der Invasion waren die iranischen Truppen lediglich in Bereitschaft. In Abadan schliefen die Truppen in ihren Kasernen. Die Waffen waren im Magazin verschlossen. An der Westgrenze war Artillerie zur Verstärkung der 12. Division eingetroffen. Im Norden, in Bandar Pahlavi, reinigten die Soldaten ihre Kasernen, um sich auf eine für den folgenden Tag geplante Inspektion vorzubereiten.

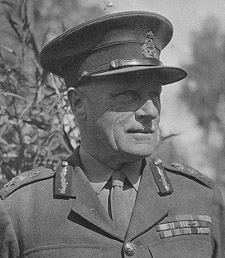
Generalleutnant Edward Quinan

Die Invasion erfolgte am 25. August 1941 ab 3:45 Uhr schnell und ohne größere Probleme. Vom Süden rückte das British Iraq Command, sechs Tage später in Persian and Iraq Command (Paiforce) umbenannt, unter dem Kommando von Generalleutnant Edward Quinan vor. Paiforce bestand aus Truppen der indischen 8. Infanteriedivision und der indischen 10. Infanteriedivision, der indischen 2. Panzerdivision, der britischen 1. und 4. Kavalleriedivision (später umbenannt in 9. Panzerdivision) und der indischen 21. Infanteriebrigade. Die 8. Infanteriedivision marschierte von Basra nach Ahvaz, um die Ölanlagen der Anglo-Iranian Oil Company zu sichern. Die 10. Infanteriedivision bewegte sich über Kermānschāh nach Hamadan und über Ghom nach Teheran.
Die Rote Armee kam mit 120.000 Mann und mehr als 1.000 Panzern aus dem Norden mit der 44., 47. und 53. Armee unter Generalleutnant Dmitri Koslow. An dem Angriff nahmen auch die Luftstreitkräfte und die Marine teil. Die 47. Armee rückte von Culfa nach Täbriz vor und dann weiter nach Zandschan, Qazvin und Teheran. Die 44. Armee griff Astara an und rückte auf Rasht vor, vereinigte sich dann mit der 47. Armee in Qazvin, um weiter auf Teheran vorzurücken. Die 53. Infanteriedivision überquerte im Nordosten die Grenze und bewegte sich auf Gorgan und Richtung Maschhad.
Die iranische Armee mobilisierte neun Infanteriedivisionen. Reza Schah wandte sich an den amerikanischen Präsidenten Franklin D. Roosevelt, indem er sich auf die Atlantik-Charta berief.

“[…] on the basis of the declarations which Your Excellency has made several times regarding the necessity of defending principles of international justice and the right of peoples to liberty. I beg Your Excellency to take efficacious and urgent humanitarian steps to put an end to these acts of aggression. This incident brings into war a neutral and pacific country which has had no other care than the safeguarding of tranquillity and the reform of the country.”

„[…] in Übereinstimmung mit der Deklaration Eurer Exzellenz hinsichtlich der Notwendigkeit die Prinzipien des internationalen Rechts und des Rechts der Völker auf Freiheit zu verteidigen, bitte ich Ihre Exzellenz wirksame und dringend erforderliche humanitäre Schritte zu unternehmen, diesem Akt der Aggression ein Ende zu setzen. Dieser Vorfall zieht ein neutrales und friedliebendes Land in einen Krieg hinein, das nichts anderes will, als den Frieden zu bewahren und die eingeleiteten Reformen weiter voranzutreiben.“

Die Bitte Reza Schahs an Roosevelt, gegen die Invasion zu intervenieren, hatte nicht den gewünschten Erfolg, wie dessen Antwort zeigt:

“Viewing the question in its entirety involves not only the vital questions to which Your Imperial Majesty refers, but other basic considerations arising from Hitler’s ambition of world conquest. It is certain that movements of conquest by Germany will continue and will extend beyond Europe to Asia, Africa, and even to the Americas, unless they are stopped by military force. It is equally certain that those countries which desire to maintain their independence must engage in a great common effort if they are not to be engulfed one by one as has already happened to a large number of countries in Europe. In recognition of these truths, the Government and people of the United States of America, as is well known, are not only building up the defenses of this country with all possible speed, but they have also entered upon a very extensive program of material assistance to those countries which are actively engaged in resisting German ambition for world domination.”

„Betrachtet man die Problematik in ihrer Gänze, so sind nicht nur Fragen berührt, die von ihrer kaiserlichen Majestät angesprochen werden, es sind auch Fragen hinsichtlich Hitlers Ambitionen, die Welt zu erobern, zu berücksichtigen. Es ist davon auszugehen, dass Deutschland seine Eroberungsfeldzüge fortsetzen und über die Grenzen Europas bis nach Asien, Afrika und sogar Amerika ausweiten wird, es sei denn, dass es durch den Einsatz militärischer Kräfte daran gehindert wird. Es ist ebenfalls sicher, dass die Länder, die ihre Unabhängigkeit bewahren wollen, sich in einer gemeinsamen Anstrengung zusammenfinden müssen, wenn sie nicht eines nach dem anderen überwältigt werden wollen, wie dies mit einer großen Zahl von Ländern in Europa bereits geschehen ist. Angesichts dieser Tatsachen intensivieren, wie allgemein bekannt ist, Regierung und Bevölkerung der Vereinigten Staaten von Amerika nicht nur die Verteidigungsbemühungen ihres Landes, sondern sie beteiligen sich auch an einem äußerst umfangreichen Hilfsprogramm für die Länder, die sich aktiv den ehrgeizigen Zielen der Deutschen, die Welt zu dominieren, entgegenstellen.“

Roosevelt versicherte dem Schah,

“the statements to the Iranian Government by the British and Soviet Governments that they have no designs on the independence or territorial integrity of Iran”

„dass die Äußerungen der britischen und sowjetischen Regierungen der iranischen Regierung gegenüber nicht gegen die Unabhängigkeit oder territoriale Integrität Irans gerichtet sind.“

Im Gegensatz zu Roosevelts Zusicherung unterstützte die Sowjetunion nach Ende des Krieges separatistische Bewegungen in Nordiran, wie etwa die Republik Mahabad. Ob dies für Roosevelt schon erkennbar war oder nicht, steht nicht fest.

### Strategie

Karte Westiran

Der Feldzug begann am 25. August mit einem Angriff im Morgengrauen, geführt von dem britischen Kriegsschiff (Sloop) HMS Shoreham auf den Hafen von Abadan. Das iranische Kriegsschiff Palang (Leopard) war schnell versenkt und die verbliebenen Schiffe zerstört oder besetzt worden. Der Angriff traf die Iraner unvorbereitet, so dass die Ölanlagen von Abadan von zwei Bataillonen der indischen 8. Division und der indischen 24. Brigade, die von Basra aus über den Schatt al-Arab übergesetzt waren, eingenommen werden konnten. Eine kleine Einheit landete mit dem bewaffneten Handelsschiff HMAS Kanimbla im Hafen von Bandar Schahpur, um Hafen und Ölterminal zu sichern. Die britische Luftwaffe griff Luftwaffenstützpunkte und Kommunikationseinrichtungen in Iran an. Die indische 8. Division rückte von Basra nach Qasr Shiekh vor (genommen am 25. August) und erreichte am 28. August Ahvaz. Am 28. August befahl Reza Schah den iranischen Streitkräften, die Kampfhandlungen einzustellen.
Weiter nördlich rückten acht Bataillone britischer und indischer Streitkräfte unter Führung von Major-General William Slim von Chanaqin aus (160 km nordöstlich von Bagdad und 480 km von Basra) in das Naft-i-Shah-Ölfeld und auf den Pai-Tak-Pass vor, der nach Kermanschah und Hamadan führt. Der Pai-Tak-Pass wurde am 27. August eingenommen, nachdem sich die iranischen Streitkräfte in der Nacht zurückgezogen hatten. Der für den 29. August geplante Angriff auf Kermanshah wurde abgebrochen, nachdem Reza Schah einen einseitigen Waffenstillstand erklärt hatte, und die lokalen Behörden Verhandlungen über die Bedingungen für die Übergabe der Stadt angeboten hatten.
Die sowjetischen Truppen rückten im Norden Irans in Richtung Maku vor, das zunächst bombardiert worden war. Darüber hinaus landeten sie in Bandar Pahlavi am Kaspischen Meer. Dabei wurde durch Freundbeschuss ein sowjetisches Schiff versenkt.

### Verluste
Insgesamt wurden von der britischen Kriegsmarine zwei iranische Kriegsschiffe versenkt und vier außer Gefecht gesetzt. 800 iranische Soldaten, Matrosen und Flieger wurden getötet, darunter Konteradmiral Gholamali Bayandor. Ungefähr 200 Zivilisten wurden bei der Bombardierung Gilans durch sowjetische Streitkräfte getötet. Die britischen und indischen Streitkräfte hatten 22 Tote und 24 Verwundete. Die Rote Armee hatte sechs Tote und 18 Verwundete. Hinzu kamen neun Soldaten, die bei der Überquerung des Aras ertranken. Ferner verloren die sowjetischen Luftstreitkräfte zehn Flugzeuge.

## Teilung Irans
Ohne die Unterstützung militärischer Verbündeter waren die iranischen Streitkräfte durch die britischen und sowjetischen Panzer und Infanterie rasch überwältigt und neutralisiert worden. Die britischen und sowjetischen Streitkräfte trafen in Sanandadsch, 150 km nordwestlich von Hamadan, am 30. August zusammen. Iran war geschlagen, die Ölfelder gesichert und die Transiranische Eisenbahn in der Hand der Alliierten. Da es an Transportmöglichkeiten mangelte, entschieden die Briten, keine Truppen hinter der Linie Hamadan–Ahvaz zu stationieren. In der Zwischenzeit hatte der neue iranische Premierminister Mohammad Ali Foroughi den deutschen Botschafter in Teheran aufgefordert, Iran zusammen mit seinen Mitarbeitern zu verlassen. Die deutsche, ungarische, italienische und rumänische Botschaft wurden geschlossen und nahezu alle deutschen Staatsangehörigen der britischen oder sowjetischen Militärverwaltung übergeben. Unter der Behauptung, dass sich immer noch deutsche Agenten in Iran aufhielten, besetzten britische und sowjetische Truppen am 17. September 1941 Teheran. Reza Schah war am Tage vorher zu Gunsten seines Sohnes Mohammad Reza Pahlavi zurückgetreten. Wenige Tage später wurde er von den Briten außer Landes und nach Südafrika gebracht.
Faktisch blieb Iran bis zum Ende des Krieges in eine britische Besatzungszone im Süden und eine sowjetische Besatzungszone im Norden geteilt. Der iranischen Armee war es zudem untersagt, in den von den sowjetischen Truppen besetzten Gebieten Nordirans eigene Streitkräfte zu stationieren. Dies hatte zur Folge, dass die Zentralregierung in Teheran die Kontrolle über den Norden Irans verlor.
Die iranische Regierung verlor in der Zeit der Besatzung die politische und wirtschaftliche Kontrolle über das Land. Jüdische und polnische Exilanten, die die Sowjetunion verlassen hatten, strömten nach Iran. Eine Hungersnot brach aus, nachdem die sowjetischen Truppen Weizen für die Versorgung der eigenen Truppen beschlagnahmt hatten. Der Mangel an Nahrungsmitteln führte zu einer ausufernden Inflation. Die Versorgung der Bevölkerung lief weitgehend über Schwarzmarktgeschäfte.
Die Führer der kommunistischen Partei, die nach dem 1937 ergangenen Verbot der Kommunistischen Partei Irans im Gefängnis saßen, kamen frei und gründeten mit Stalins Unterstützung die Tudeh-Partei, die bis zum Sturz Mossadeghs im Jahr 1953 zu einer der einflussreichsten politischen Kräfte in Iran aufsteigen sollte.

## Weitere Entwicklungen

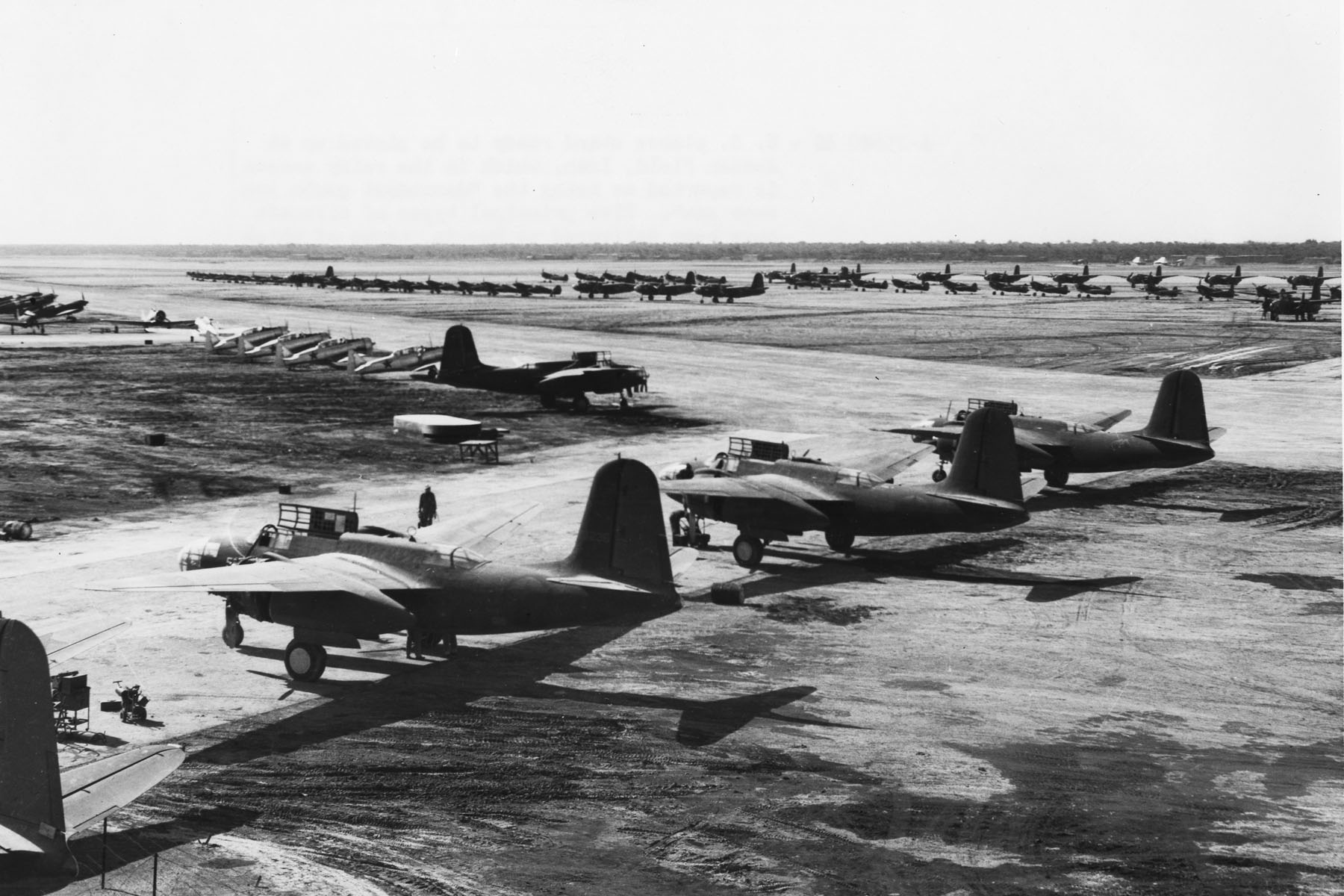
Amerikanische Flugzeuge (im Vordergrund: Douglas A-20) für die Sowjetunion auf dem Flughafen von Abadan

Nachdem die für die Sowjetunion bedeutsamste Nachschubroute, der Persische Korridor, offen war, wurde die Lieferung militärischer Ausrüstung von den USA an die UdSSR im Rahmen des Leih- und Pachtgesetzes aufgenommen. Über fünf Millionen Tonnen militärisches Gerät wurden an die Sowjetunion geliefert. Am 29. Januar 1942 unterzeichnete Mohammad Reza Schah mit der UdSSR und Großbritannien ein Abkommen, Dreimächteabkommen genannt, in dem den Alliierten jede erdenkliche nichtmilitärische Unterstützung zugesichert wurde. Artikel V dieses Vertrages sah vor, dass die alliierten Truppen spätestens sechs Monate nach Ende der Kampfhandlungen Iran wieder verlassen würden. Im September 1943 erklärte Iran Deutschland den Krieg, um als Mitglied in die neu entstehende Organisation der Vereinten Nationen aufgenommen zu werden. In der Konferenz von Teheran im November 1943 bestätigten der amerikanische Präsident Franklin D. Roosevelt, Premierminister Winston Churchill und Generalsekretär Josef Stalin ein weiteres Mal die Unabhängigkeit und territoriale Integrität Irans. Darüber hinaus sicherten sie Iran wirtschaftliche Hilfe nach dem Ende des Krieges zu.
Wie in dem Dreimächteabkommen mit Iran vereinbart, begannen die britischen Truppen sechs Monate nach Ende des Zweiten Weltkriegs mit dem Abzug. Stalin weigerte sich jedoch, die sowjetischen Truppen, die im Nordwesten Irans stationiert waren, zurückzuziehen. Er ordnete im Juli 1945 die Unterstützung separatistischer Bewegungen und der Vorbereitung der Abspaltung der nördlichen iranischen Provinzen an. Ziel Stalins war es, die Ölvorkommen im Norden Irans unter sowjetische Kontrolle zu bringen. Mit sowjetischer Unterstützung entstanden die Autonome Republik Aserbaidschan und die kurdische Republik Mahabad. Die erste politische Krise zwischen dem Westen und der Sowjetunion, die Irankrise, hatte begonnen. Erst im Mai 1946 zogen sich die sowjetischen Truppen auf Druck der USA zurück, was das Ende der Autonomen Republik Aserbaidschan und der Republik Mahabad bedeutete. Der Kalte Krieg hatte begonnen.